# ミリチ
ミリチ（セルビア語: Милићи, ボスニア語: Milići, クロアチア語: Milići）は、ボスニア・ヘルツェゴビナの町、およびそれを中心とした基礎自治体。同国を構成する2つの構成体のうちスルプスカ共和国に属し、ヴラセニツァ地方の南部にある。ボスニア・ヘルツェゴビナ紛争前はヴラセニツァ自治体に属しており、紛争後にその一部を分離して作られた。

## 人口

### 1971年
合計：12,710人

### 1981年
合計：14,117人

### 1991年
合計：16,038人
- セルビア人 - 7,931人（49.45%）
- ムスリム人 - 7,805人（48.66%）
- ロマ - 141人（0.87%）
- ユーゴスラビア人 - 68人（0.42%）
- クロアチア人 - 7人（0.04%）
- その他・不明 - 86人（0.53%）

### 1999年
合計：9,995人

## 町村
ミリチ基礎自治体には、その中心となる村ミリチをはじめ、以下の町村（集落）が含まれている。
Bačići, Bešići, Bijelo Polje, Bišina, Bukovica Donja, Bukovica Gornja, Buljevići, Derventa, Donje Vrsinje, Dubačko, Dubnica, Dukići, Đile, Đurđevići, Gerovi, Glušac, Golići, Gornje Vrsinje, Gunjaci, Jeremići, Kokanovići, Koprivno, Kostrača, Krajčinovići, Lukavica, Lukići, Maćesi, Milići, Mišići, Nova Kasaba, Nurići, Pavkovići, Podbirač, Podgora, Pomol, Rajići, Raševo, Raškovići, Ristijevići, Rovaši, Rupovo Brdo, Sebiočina, Skugrići, Supač, Štedra, Toljevići, Višnjica, Vitići, Vrtoče, Vukovići, Vukšići, Zabrđe, Zagrađe and Zaklopača.